# Robert Vallois
Robert Vallois, né le 4 janvier 1938 à Paris, est un collectionneur français et mécène d'arts africains. Il a participé à la restitution de biens culturels au Bénin provenant de collections privées. Il coanime les activités du petit musée hôte de ces collections.

## Biographie

### Enfance, formation et débuts
Robert Vallois est né à Paris en 1938.

### Carrière
Collectionneur et marchand d'arts, Il se spécialise dans les objets originaires d'Afrique,.

## Liens avec l’art cubain
En tant que galeriste, Robert Vallois joue un rôle actif dans la promotion de l’art cubain contemporain. En 2018, il organise à Paris l’exposition collective +53 Cuba Sí!, consacrée à la scène artistique cubaine.
En 2024, il présente Black and White, exposition dédiée aux expressions artistiques cubaines en noir et blanc,.
Vallois soutient également des artistes majeurs, tels qu’Agustín Cárdenas, dont une œuvre monumentale a été inaugurée à La Havane grâce à son mécénat, ou encore Roberto Diago et Daldo Marte, exposés dans son espace parisien,.
Au-delà de ses activités de galeriste, Robert Vallois intervient en tant que mécène et collectionneur, contribuant à la reconnaissance internationale de l’art cubain contemporain.

## Œuvres

### Restitution de biens culturels béninois
En marge du processus de restitution de biens culturels du Bénin figurant dans les collections publiques de l'État français, il participe avec le Collectifs des antiquaires de Saint-Germain-des-Prés,, au retour de biens culturels béninois issus des collections privées avec les 27 récades ayant rejoint le Petit Musée de la Récade en janvier 2020 et les expositions co-organisées avec ce petit musée. Il participe à la construction de ce musée et dit se détacher des enjeux de politique et d'idéologie sur le retour des biens culturels expropriés.

### Articles liés
- Restitution des biens culturels du Bénin par la France